# Jake Gyllenhaal
Jacob Benjamin Gyllenhaal (Los Angeles, Kalifornia, 1980. december 19. –) BAFTA-díjas amerikai színész, filmproducer.
A Gyllenhaal család tagjaként, Stephen Gyllenhaal rendező és Naomi Foner forgatókönyvíró fiaként gyermekszínészként kezdte pályafutását. 1991-ben debütált az Irány Colorado! című western-vígjátékban, majd játszott apja Veszélyes nő (1993) és Fű alatt (1998) című rendezéseiben. Első fontosabb szerepeit az Októberi égbolt (1999), a Donnie Darko (2001) és a Holnapután (2003) című filmekben kapta.
Ang Lee 2006-os LMBT-témájú rendezésében, a Brokeback Mountain – Túl a barátságon című filmdrámában egy meleg cowboyt alakított. Színészi játékát Oscar-jelöléssel és egy BAFTA-díjjal jutalmazták. Ezt követően feltűnt a Zodiákus (2007) című David Fincher-thrillerben, a Szerelem és más drogok (2010) című romantikus filmben és a Forráskód (2011) című akciófilmben. Kritikai sikereket aratott Denis Villeneuve 2013-as Fogságban és Ellenség című filmthrillereiben, az Éjjeli féreg (2014) és az Éjszakai ragadozók (2016) pedig újabb BAFTA-jelöléseket hozott a színész számára. A Marvel-moziuniverzum Pókember: Idegenben (2019) című filmjében a képregényszereplő Mysteriót keltette életre a mozivásznon.
A színpadi színészként is aktív Gyllenhaal egy Tony-díj-jelöléssel büszkélkedhet. A színészet mellett gyakran foglal állást politikai és társadalmi kérdésekben.

## Élete és pályafutása
Stephen Gyllenhaal rendező és Naomi Foner forgatókönyvíró fia. Testvére Maggie Gyllenhaal színésznő.
Jake tizenegy éves korától, 1991 óta foglalkozik színészettel. Több kisebb szerepben tűnt fel, míg megkapta első főszerepét az 1999-es Októberi égbolt című filmben. Ezt követte 2001-ben a Donnie Darko, amelyben egy zavart lelkű kamaszt személyesít meg. Filmbeli nővérét való életbeli testvére, Maggie játszotta. 2004-ben a Holnapután című katasztrófafilmben Dennis Quaiddel szerepelt, aki édesapját alakította. 2005-ben a híres, a vadnyugat számára érzékeny témát bemutató, de a kritikusok által üdvözölt filmben, a három Oscar-díjat kapott Brokeback Mountain – Túl a barátságonban tűnt fel. A két meleg cowboy szerelmét feldolgozó, Annie Proulx novellájából készült alkotásban Jake alakította Jack Twistet és Heath Ledger játszotta Ennis Del Mart. A filmben nyújtott teljesítményükért mindkettőjüket Oscarra jelölték, és számos díjat el is nyertek.

## Magánélete
Keresztanyja Jamie Lee Curtis. Jake több évig alkotott egy párt Kirsten Dunsttal, majd a Kiadatás (2007) forgatásán megismerkedett Reese Witherspoonnal, később pedig Taylor Swifttel randizott. Ő a keresztapja Heath Ledger és Michelle Williams lányának, Matilda Rose Ledgernek és jó barátja a Maroon 5 énekesének, Adam Levine-nak.

## Filmográfia

### Film

#### Filmproducer
| Év   | Magyar cím         | Eredeti cím                  | Rendező               | Megjegyzések                           |
| ---- | ------------------ | ---------------------------- | --------------------- | -------------------------------------- |
| 2012 | Az utolsó műszak   | End of Watch                 | David Ayer            | vezető filmproducer                    |
| 2014 | Éjjeli féreg       | Nightcrawler                 | Dan Gilroy            |                                        |
| 2017 |                    | Hondros                      | Greg Campbell         | - dokumentumfilm - vezető filmproducer |
| 2017 | Bostoni erő        | Stronger                     | David Gordon Green    |                                        |
| 2018 | Vadon              | Wildlife                     | Paul Dano             |                                        |
| 2020 | Relikvia           | Relic                        | Natalie Erika James   |                                        |
| 2020 | Mindig az ördöggel | The Devil All the Time       | Antonio Campos        |                                        |
| 2020 | Joe Bell útja      | Good Joe Bell                | Reinaldo Marcus Green | vezető filmproducer                    |
| 2021 |                    | Breaking News in Yuba County | Tate Taylor           |                                        |
| 2021 | A bűnös            | The Guilty                   | Antoine Fuqua         |                                        |

#### Filmszínész
| Év   | Magyar cím                            | Eredeti cím                         | Szerep                                    | Magyar hang       | Rendező                 |
| ---- | ------------------------------------- | ----------------------------------- | ----------------------------------------- | ----------------- | ----------------------- |
| 1991 | Irány Colorado!                       | City Slickers                       | Danny Robbins                             | Benedikty Marcell | Ron Underwood           |
| 1993 | Veszélyes nő                          | A Dangerous Woman                   | Edward                                    |                   | Stephen Gyllenhaal (1.) |
| 1993 | Josh és S.A.M.                        | Josh and S.A.M.                     | Leon                                      | Simonyi Balázs    | Billy Weber             |
| 1998 | Fű alatt                              | Homegrown                           | Jake / Blue Kahan                         |                   | Stephen Gyllenhaal (2.) |
| 1999 | Októberi égbolt                       | October Sky                         | Homer Hickam Jr.                          | Hamvas Dániel     | Joe Johnston            |
| 2001 | Donnie Darko                          | Donnie Darko                        | Donald J. "Donnie" Darko                  | Gerő Gábor        | Richard Kelly           |
| 2001 | A buborék srác                        | Bubble Boy                          | Jimmy Livingston                          | Simonyi Balázs    | Blair Hayes             |
| 2001 |                                       | Lovely & Amazing                    | Jordan                                    | –                 | Nicole Holofcener       |
| 2002 | Jóravaló feleség                      | The Good Girl                       | Thomas 'Holden' Worther                   | Molnár Levente    | Miguel Arteta           |
| 2002 |                                       | Highway                             | Pilot Kelson                              | –                 | James Cox               |
| 2002 | Holdfényév                            | Moonlight Mile                      | Joe Nast                                  | Szvetlov Balázs   | Brad Silberling         |
| 2004 | Holnapután                            | The Day After Tomorrow              | Sam Hall                                  | Dévai Balázs      | Roland Emmerich         |
| 2004 | Diliwood                              | Jiminy Glick in Lalawood            | önmaga (cameo)                            |                   | Vadim Jean              |
| 2005 | Brokeback Mountain – Túl a barátságon | Brokeback Mountain                  | Jack Twist                                | Fekete Ernő       | Ang Lee                 |
| 2005 | Bizonyítás                            | Proof                               | Harold 'Hal' Dobbs                        | Dányi Krisztián   | John Madden             |
| 2005 | Bőrnyakúak                            | Jarhead                             | Anthony "Swoff" Swofford                  | Csőre Gábor       | Sam Mendes              |
| 2007 | Zodiákus                              | Zodiac                              | Robert Graysmith                          | Csőre Gábor       | David Fincher           |
| 2007 | Kiadatás                              | Rendition                           | Douglas Freeman                           | Csőre Gábor       | Gavin Hood              |
| 2009 | Testvérek                             | Brothers                            | Tommy Cahill                              | Csőre Gábor       | Jim Sheridan            |
| 2010 | Perzsia hercege: Az idő homokja       | Prince of Persia: The Sands of Time | Dastan herceg                             | Csőre Gábor       | Mike Newell             |
| 2010 | Szerelem és más drogok                | Love and Other Drugs                | Jamie Randall                             | Simon Kornél      | Edward Zwick            |
| 2011 | Forráskód                             | Source Code                         | Colter Stevens százados                   | Csőre Gábor       | Duncan Jones            |
| 2012 | Az utolsó műszak                      | End of Watch                        | Brian Taylor                              | Dányi Krisztián   | David Ayer              |
| 2013 | Fogságban                             | Prisoners                           | David Loki nyomozó                        | Csőre Gábor       | Denis Villeneuve (1.)   |
| 2013 | Ellenség                              | Enemy                               | Adam Bell / Anthony Clair                 | Csőre Gábor       | Denis Villeneuve (2.)   |
| 2014 | Éjjeli féreg                          | Nightcrawler                        | Louis "Lou" Bloom                         | Csőre Gábor       | Dan Gilroy (1.)         |
| 2015 | Véletlenből szerelem                  | Accidental Love                     | Howard Birdwell                           | Csőre Gábor       | David O. Russell        |
| 2015 | Mélyütés                              | Southpaw                            | Billy Hope                                | Csőre Gábor       | Antoine Fuqua (1.)      |
| 2015 | Everest                               | Everest                             | Scott Fischer                             | Csőre Gábor       | Baltasar Kormákur       |
| 2015 | Darabokban                            | Demolition                          | Davis                                     | Csőre Gábor       | Jean-Marc Vallée        |
| 2016 | Éjszakai ragadozók                    | Nocturnal Animals                   | Tony Hastings/Edward Sheffield            | Csőre Gábor       | Tom Ford                |
| 2017 | Élet                                  | Life                                | Dr. David Jordan                          | Csőre Gábor       | Daniel Espinosa         |
| 2017 |                                       | Okja                                | Dr. Johnny Wilcox                         | –                 | Pong Dzsunho            |
| 2017 | Bostoni erő                           | Stronger                            | Jeff Bauman                               | Csőre Gábor       | David Gordon Green      |
| 2018 | Vadon                                 | Wildlife                            | Jerry Brinson                             | Csőre Gábor       | Paul Dano               |
| 2018 | Testvérlövészek                       | The Sisters Brothers                | John Morris                               | Csőre Gábor       | Jacques Audiard         |
| 2019 | Bársony körfűrész                     | Velvet Buzzsaw                      | Morf Vandewalt                            |                   | Dan Gilroy (2.)         |
| 2019 | Pókember: Idegenben                   | Spider-Man: Far From Home           | Quentin Beck / Mysterio                   | Mészáros Béla     | Jon Watts (1.)          |
| 2021 | Szilaj: Zabolátlanok                  | Spirit Untamed                      | Jim Prescott (hangja)                     | Seder Gábor       | Elaine Bogan            |
| 2021 | A bűnös                               | The Guilty                          | Joe Baylor                                | Csőre Gábor       | Antoine Fuqua (2.)      |
| 2021 | Pókember: Nincs hazaút                | Spider-Man: No Way Home             | Quentin Beck / Mysterio (archív felvétel) | Mészáros Béla     | Jon Watts (2.)          |
| 2022 | Rohammentő                            | Ambulance                           | Danny                                     | Csőre Gábor       | Michael Bay             |
| 2022 | Fura világ                            | Strange World                       | Searcher Clade (hangja)                   | Szatory Dávid     | Don Hall                |
| 2023 | A szövetség                           | Guy Ritchie's The Covenant          | John Kinley őrmester                      |                   | Guy Ritchie (1.)        |
| 2024 | Országúti diszkó                      | Road House                          | Elwood Dalton                             | Csőre Gábor       | Doug Liman              |
| 2025 |                                       | In the Grey                         |                                           |                   | Guy Ritchie (2.)        |
| 2025 |                                       | The Bride!                          |                                           |                   | Maggie Gyllenhaal       |

Dokumentumfilmek
- The Man Who Walked Between the Towers (2005) – narrátor (hangja)
- Hondros (2017) – vezető producer

### Televízió
| Év        | Magyar cím                          | Eredeti cím                         | Szerep                 | Megjegyzések |
| --------- | ----------------------------------- | ----------------------------------- | ---------------------- | ------------ |
| 1994      | Gyilkos utcák                       | Homicide: Life on the Street        | Matthew "Matt" Ellison | 1 epizód     |
| 2007–2022 | Saturday Night Live                 | Saturday Night Live                 | önmaga                 | 3 epizód     |
| 2011      | A túlélés törvényei                 | Man vs. Wild                        | önmaga                 | 1 epizód     |
| 2016      | Amynek áll a világ                  | Inside Amy Schumer                  | önmaga                 | 1 epizód     |
| 2019      | John Mulaney és az uzsonnástáskások | John Mulaney & the Sack Lunch Bunch | Mr. Music              | különkiadás  |
| 2020      | Saturday Night Live                 | Saturday Night Live                 | Pizsamában utazó srác  | 1 epizód     |
| 2024      | Ártatlanságra ítélve                | Presumed Innocent                   | Rusty Sabich           | főszereplő   |

## Fordítás
- Ez a szócikk részben vagy egészben  a   Jake Gyllenhaal című angol Wikipédia-szócikk fordításán alapul.  Az eredeti cikk szerkesztőit annak laptörténete sorolja fel. Ez a jelzés csupán a megfogalmazás eredetét és a szerzői jogokat jelzi, nem szolgál a cikkben szereplő információk forrásmegjelöléseként.